# George C. Scott
George Campbell Scott (Wise (Virginia), 18 oktober 1927 – Westlake Village (Californië), 22 september 1999) was een toneel- en filmacteur, regisseur en producer. Hij is het  bekendst van zijn rol als generaal George S. Patton Jr. in de film Patton. Voor die film won hij een Oscar voor Beste Acteur.

## Biografie
Scott werd geboren in Wise (Virginia) als zoon van George Dewey Scott (1902 - 1987) en Helena Agnes Scott (1904 - 1935). Zijn moeder overleed vlak voor zijn achtste verjaardag. Hij groeide op bij zijn vader, die werkte bij motorfabrikant Buick.
Van 1945 tot 1949 was Scott actief in de Amerikaanse marine. Vervolgens ging hij naar de Universiteit van Missouri waar hij een journalistieke opleiding volgde. Hij ging zich al snel interesseren voor acteren en daarom verliet hij de universiteit al na een jaar.
Scott begon zijn acteercarrière op Broadway. Hij speelde in The Andersonville Trial de rol van een procureur. Critci waren goed te spreken over de acteerprestaties van Scott. In het tijdschrift Time (tijdschrift) noemde hem een "jonge felle opkomende acteur". In 1970 regisseerde Scott de televisieversie van The Andersonville Trial. Hierin namen William Shatner, Richard Basehart en Jack Cassidy de hoofdrollen op zich. Cassidy won een Emmy Award voor zijn rol als advocaat.
Toen Scott in de film Anatomy of a Murder meespeelde werd hij veel bekender. Zijn rol kreeg veel erkenning. Scott werd genomineerd voor een Academy Award voor Beste Mannelijke Bijrol.
In 1964 speelde Scott in een van zijn bekendste rollen, namelijk die van generaal "Buck" Turgidson in de film Dr. Strangelove. Scott had veel respect voor regisseur Stanley Kubrick.
In 1970 speelde Scott de controversiële rol van generaal Patton in de film Patton. Dit is waarschijnlijk zijn bekendste filmoptreden. Scott deed voordat hij die rol op zich nam eerst onderzoek naar Patton. Hij bekeek oude films van hem en hij sprak met mensen die hem kenden. Hij won een Oscar voor Beste Acteur, maar hij wilde de Oscar niet hebben en hij stuurde hem daarom retour. In een televisiefilm die later verscheen speelde Scott weer de rol van Patton.
In 1971 speelde Scott weer twee rollen waarin Scotts acteerprestaties goed werden ontvangen, in de film They Might Be Giants speelde Scott de rol van Justin Playfair. In de komediefilm The Hospital was Scott te zien als een alcoholverslaafde dokter. Hij werd opnieuw genomineerd voor een Oscar voor Beste Acteur voor die rol.
Scott had de reputatie nogal humeurig te zijn op de set. Er bestaat een anekdote over Scott die dit duidelijk maakt. Maureen Stapleton zou hebben gezegd "Ik weet niet wat ik moet doen, ik ben bang voor hem". Regisseur Nichols zou hebben geantwoord "Schat, iedereen is bang voor George C. Scott!".
In 1980 speelde Scott in de horrorfilm The Changeling, samen met Barry Morse. Scott speelde de rol van een muziekleraar die op zoek gaat naar de geest van een kind dat werd vermoord tijdens de Eerste Wereldoorlog.
In 1984 werd Scott gecast voor de rol van Ebenezer Scrooge in de televisieversie van A Christmas Carol. Opnieuw werd het acteerwerk van Scott goed ontvangen. Hij werd genomineerd voor een Emmy. In 1990 was hij te horen als de stem van de slechterik Smoke op televisie in Cartoon All-Stars to the Rescue. Scott was te horen samen met bekende cartoonfiguren als Bugs Bunny. Hetzelfde jaar mocht Scott nog een keer zijn stem lenen voor een tekenfilm, dit keer als die van slechterik Percival McLeach in de disneyfilm The Rescuers Down Under.
Scotts favoriete filmactrice was Bette Davis. Hij noemde haar "my bloody idol".

## Privé
Scott was vijf keer getrouwd, namelijk met:
- Carolyn Hughes (van 1951 tot 1955), met haar had hij twee dochters genaamd Michelle en Victoria.
- Patricia Reed (van 1955 tot 1960), met haar had hij ook twee kinderen, Matthew en Devon. Die laatste is nu een actrice.
- Actrice Colleen Dewhurst (van 1960 tot 1966 en van 1967 tot 1973), met haar had hij twee zoons, schrijver Alexander Scott en acteur Campbell Scott. Scott hertrouwde met haar in 1967, maar in februari 1972 gingen ze weer uit elkaar.
- Actrice Trish Van Devere. Met haar speelde hij in meerdere films. Ze waren getrouwd van 4 september 1972 tot zijn dood.

Op 22 september 1999 stierf Scott op 71-jarige leeftijd door problemen aan de aorta. Hij ligt begraven in Westwood Village Memorial Park Cemetery in Westwood (Californië).

## Filmografie
Niet compleet.
- The Hanging Tree, 1959
- Anatomy of a Murder, 1959
- The Hustler, 1961
- The List of Adrian Messenger, 1963
- Dr. Strangelove, 1964
- The Bible: In the Beginning (1965)
- Petulia, 1968
- The Flim-Flam Man, 1969
- Patton, 1970
- Jane Eyre, 1970
- The Hospital, 1970
- They Might be Giants, 1971
- The Last Run, 1971
- The New Centurions, 1972
- Rage, 1972
- The Day of the Dolphin, 1973
- Oklahoma Crude, 1973
- The Savage Is Loose, 1974
- The Hindenburg, 1975
- Islands in the Stream, 1977
- Movie Movie 1978
- Hardcore, 1979
- The Changeling, 1980
- The Formula, 1980
- Taps, 1981
- Oliver Twist, 1982
- Firestarter, 1984
- A Christmas Carol, (televisiefilm), 1984
- The last days of Patton, (televisiefilm), 1986
- Cartoon All-Stars to the Rescue, 1990
- The Rescuers Down Under, 1990
- The Exorcist III, 1990
- Malice, 1993
- A Star is Burns, 1995
- Angus, 1995
- Titanic, 1996 (niet de Titanic-film van James Cameron uit 1997)
- 12 Angry Men, 1997
- Gloria, 1999